# Fallout
Fallout – komputerowa gra fabularna osadzona w świecie postapokaliptycznym, wyprodukowana i wydana w 1997 przez Interplay Productions. Jej kontynuacją jest Fallout 2.
Redakcja magazynu PC Gamer UK w 2015 roku przyznała grze 44. miejsce na liście najlepszych gier na PC.

## Fabuła
Tło fabularne Fallouta to scenariusz typu historia alternatywna, gdzie Stany Zjednoczone próbują opanować fuzję nuklearną, dzięki czemu mogłyby w mniejszym stopniu polegać na ropie naftowej. Nie dzieje się tak jednak aż do 2077, zaraz po tym jak konflikt o złoża ropy naftowej prowadzi do wojny między Stanami a Chinami, który kończy się użyciem bomb atomowych, przez co gra dzieje się w postapokaliptycznym świecie.
Bohater gry jest potomkiem tych, którym udało się znaleźć schronienie w jednym z rządowych schronów przeciwatomowych. Gra rozpoczyna się w 2161 w środkowej Kalifornii, w Krypcie 13 (Vault 13). Jej bohater zostaje wysłany na poszukiwania urządzenia zwanego „water chip” (w wersji polskiej przetłumaczono tę nazwę jako hydroprocesor), ma on 150 dni na wykonanie zadania.

## Rozgrywka

### Charakterystyka postaci
Tworzenie bohatera opiera się na systemie atrybutów SPECIAL, będącym akronimem od:
- Strength (siła)
- Perception (percepcja)
- Endurance (wytrzymałość)
- Charisma (charyzma)
- Intelligence (inteligencja)
- Agility (zręczność)
- Luck (szczęście)

Atrybutów nie można zmieniać po ich przypisaniu, jednak istnieje możliwość tymczasowego podniesienia ich wartości poprzez zażywanie różnych środków chemicznych (tzw. „mentatów” by podnieść percepcję i inteligencję) oraz ich trwałego podwyższenia poprzez poddawanie się zabiegom chirurgicznym w Bractwie Stali.
Oprócz systemu atrybutów charakterystyka postaci składa się z umiejętności wpływających na poszczególne działania (otwieranie zamków, atakowanie bronią palną) oraz profity, czyli specjalne umiejętności, często mające jeden poziom rozwoju.

### Special random encounters
W Falloucie występuje duża liczba tzw. special random encounters. Są to losowo występujące spotkania często o humorystycznym, nawiązującym do popkultury charakterze. Czasem pozwalają na zdobycie rzadkich broni, pancerzy.

### Postacie
W grze pojawiają się liczni bohaterowie niezależni, którzy mogą towarzyszyć głównemu bohaterowi w jego podróży. Liczba postaci, jakie można przyłączyć do drużyny, jest zależna od wartości charyzmy bohatera. Większość bohaterów niezależnych, decydując się na towarzyszenie postaci gracza, bierze pod uwagę wykonanie jakiegoś zadania lub reputację.

## Odniesienia

### Miejsca
Akcja gry rozgrywa się na terenach środkowej Kalifornii. Część lokalizacji jest oparta na współczesnych miastach i miejscach, np. Gruzy (pozostałość po Los Angeles).

### Dzieła literackie
Fallout jest inspirowany wieloma czasopismami science fiction z lat 50. i komiksami o superbohaterach (przeważnie są to magazyny typu pulp fiction). Na przykład, komputery nie mają tranzystorów i używają lamp elektronowych; istnieją bronie energetyczne, przypominające te używane przez Flasha Gordona. Występujące w grze Bractwo Stali (ang. Brotherhood of Steel) – organizacja próbująca restytuować dziedzictwo upadłej cywilizacji – to z kolei nawiązanie do słynnego Kantyku dla Leibowitza, gdzie podobną misję próbował wykonywać zakon Leibowitza. Podobne pochodzenie mają m.in. postaci eremitów.

### Film
Fallout czerpie również z innych źródeł – filmów. Jednym z pierwszych pancerzy dostępnych w grze jest kurtka skórzana z jednym rękawem, podobna do tej noszonej przez Mad Maxa w filmie Mad Max 2. Ta seria filmów jest też inspiracją dla Fallout 2.